# Большой (ледовый дворец)
Дворец спорта «Большой» — многофункциональный комплекс, который находится в Олимпийском парке в посёлке городского типа Сириус. Был основным хоккейным стадионом во время зимних Олимпийских игр 2014 года. В настоящее время является домашней ареной хоккейного клуба «Сочи».

## Описание
Дворец спорта «Большой» для хоккея с шайбой рассчитан на 12 тыс. зрителей. По архитектуре Дворец напоминает замёрзшую каплю, стадион повторяет форму Пекинской оперы. Цвет покрытий купола — жемчужно-белый. Рядом с дворцом находятся другие стадионы: кёрлинговый центр «Ледяной куб», ледовая арена «Шайба» и тренировочный стадион. Ориентировочная стоимость строительства ледового дворца — 300 млн долл. Генеральный подрядчик — НПО «Мостовик». Архитекторы Никита Цымбал и Александр Князев. Начало строительства — 2009 год, окончание — 2012 год.

## Соревнования
- Чемпионат мира по хоккею с шайбой среди юниорских команд 2013 — 18-28 апреля 2013[4]
- Хоккей на зимних Олимпийских играх 2014 — 8-23 февраля 2014
- Гала-матч Ночной хоккейной лиги — 10 мая 2014
- Кубок Первого канала — 18-21 декабря 2014
- Матч звёзд КХЛ 2015 — 25 января 2015
- Матч всех звёзд Единой лиги ВТБ 2017 — 11 февраля 2017
- Соревнование по скалолазанию в рамках III всемирных зимних военных игр
- Sochi Hockey Open 2017 — 5-9 августа 2017

## Послеолимпийское использование
После окончания Игр стадион передан в собственность Краснодарскому краю, организовано эксплуатирующее бюджетное учреждение, а с июля 2014 года базируется местная команда КХЛ. Дворец по-прежнему будет использоваться для проведения массовых мероприятий: концертов, спортивных соревнований, выставок, форумов и т. п. В июне-июле 2014 года здесь проходил танцевальный конкурс «Виват, Россия!».